# Kateřina Winterová
Kateřina Winterová (* 12. Februar 1976 in Benešov, Tschechoslowakei) ist eine tschechische Schauspielerin und Sängerin.

## Leben
Kateřina Winterová wurde 1976 in Benešov, einer Stadt in der Hähe Prags, geboren, wuchs aber in Mělník auf. Sie ging schon in der Kindheit einen Theaterclub und besuchte das Prager Konservatorium, an dem sie 1996 ihren Abschluss in der Musik- und Theaterabteilung machte. Während der Zeit hatte sie schon Gastauftritte am Palmovka-Theater und 1993 eine kleinere Filmrolle in Vit Olmers Film Nahota na prodej. Sie arbeitete für einen Monat als Verkäuferin, bevor sie von 1996 bis 1998 in Hradec Králové am Klicpera-Theater spielte, mit vereinzelten Gastauftritten am Nationaltheater (Národní divadlo). 1998 erhielt sie dann ein Festengagement an dem renommierten Theater. Hier gelang es ihr 2010, für die Rolle der Nora in dem Stück Was geschah, nachdem Nora ihren Mann verlassen hatte Nominierungen für den Cena Alfréda Radoka („Alfréd-Radok-Preis“) und den Cena Thálie („Thalia-Preis“). Am Nationaltheater spielte sie in Shakespeare-Stücken, wie Hamlet, Viel Lärm um nichts oder Romeo und Julia. Gelegentlich spielt sie auch an anderen Theatern.
1996 spielte Kateřina Winterová in David Ondriceks Film Septej, 2001 in Marcel Bystrons Debütfilm Cabriolet und 2012 in Tomás Rehoreks Film Signál. Für ihre Rollen in dem Film Toman wurde sie für den für den Český lev („Böhmischer Löwe“) als Beste Hauptdarstellerin und für den Slnko v sieti („Sonne im Netz“) als Beste Hauptdarstellerin nominiert. Sie spielte auch in einigen Serien, unter anderem in der HBO-Serie Terapy, in Séfka oder in Maria Theresia.
Kateřina Winterová singt seit 1997 in der Alternative-Band Ecstasy of Saint Theresa und hat aufgrund ihrer Mitarbeit an Liedern tschechischer Rappe auch in der nationalen Hip-Hop-Szene Bekanntheit erlangt. 2002 Jahr wurde sie mit dem Musikpreis Anděl als Solokünstlerin des Jahres ausgezeichnet.
Kateřina Winterová ist mit Tomáš Zilvar verheiratet und hat zwei Kinder.

## Filmografie
- 1993: Nahota na prodej
- 1996: Septej
- 2001: Cabriolet
- 2012: Signál
- 2018: Toman

## Auszeichnungen
- 2002: Anděl – Solokünstlerin des Jahres (Sólová interpretka roku)